# Ingrid Bouterse-Waldring
Ingrid Yolanda Bouterse-Waldring (Paramaribo, 24 april 1961), is een Surinaamse ondernemer, Assembleelid en voormalig first lady van Suriname.

## Levensloop
Ingrid Bouterse-Waldring werd op 24 april 1961 geboren in Paramaribo, Suriname. In 1990 trad zij in het huwelijk met Desi Bouterse, legerleider en later de president van Suriname. Het echtpaar heeft één dochter en heeft daarnaast vier pleegkinderen opgevoed. Bouterse-Waldring heeft een sterke belangstelling voor gezonde voeding, een gezonde levensstijl en natuurlijke producten. Ze slaagde voor de Middelbare Handelsschool in Paramaribo en werkte in de jaren 1980 bij de Centrale Landsaccountantsdienst.
Brokobaka, tot de militaire jaren 1980 de proeftuinen van het ministerie van Landbouw, Veeteelt en Visserij voor cacao, rubber, citrus, kokos en palmolie, werd toegeëigend door haar man en na hun huwelijk onder haar beheer gebracht. Ook was ze adviseur bij Probandum Mining NV.

## First lady

### Vergoeding
De man van Bouterse-Waldring werd in 2010 president en zij daarmee de first lady van Suriname. Tot en met Liesbeth Venetiaan-Vanenburg (first lady in 1991-1996 en 2000-2010) voerde de first lady haar taken zonder vergoeding uit. Bouterse bracht hier in 2011 verandering in door Bouterse-Waldring te belonen met 8.742 SRD (2.956 euro) maandelijks, evenveel als een lid van De Nationale Assemblée. De werking van het besluit werd ingesteld vanaf 12 augustus 2005. Liesbeth Venetiaan-Vanenburg liet echter per brief aan minister Soewarto Moestadja weten dat zij het geld niet accepteerde en genoegen nam met de vergoeding die zij als ambtenaar had ontvangen. Hiermee weigerde ze een bedrag van ongeveer 525.000 SRD (177.000 euro). Na haar weigering werd besloten de ingangsdatum van 2005 te corrigeren naar 2010. Na afloop van Bouterses presidentschap, op 30 juni 2020, werd Bouterse-Waldring door haar man onderscheiden met het Grootlint, de hoogste onderscheiding in de Ereorde van de Gele Ster.

### Thema's
Als first lady had Bouterse-Waldring een ceremoniële en ondersteunende rol voor de president. Ze was in beeld op verschillende terreinen, zoals onderwijs en jeugdontwikkeling, waarvoor ze in oktober 2013 het patronaat kreeg van het Early Childhood Development-programma, een samenwerking van de Surinaamse overheid met de Inter-Amerikaanse Ontwikkelingsbank en de Foundation for Human Development. en de modernisering van mediatheken op VOJ- en VOS-scholen.
Op het gebied van vrouwen-empowerment nam ze deel aan internationale fora zoals het MEDays Forum en het Crans Montana Forum, waar zij sprak over vrouwelijk ondernemerschap en economische zelfstandigheid. Zij was lid van SCLAN (Spouses of CARICOM Leaders Action Network), een netwerk dat zich richt op gezondheids- en welzijnskwesties van vrouwen, adolescenten en kinderen in het Caribische gebied. Ze ondersteunde programma's gericht op economische ontwikkeling en verbetering van de levenskwaliteit, met bijzondere aandacht voor kinderen en ouderen. Zij benadrukte het belang van toegang tot kennis en onderwijs ter verbetering van de levensstandaard. Ook richtte ze zich op de promotie van borstvoeding.
Cultureel liet ze zich zien tijdens evenementen als Misi Keti Koti, de SuMusic Awards en het Chinese Filmfestival en jaarlijks was ze aanwezig bij de aftrap van de First Lady Cup.
Bouterse-Waldring werd benoemd tot beschermvrouw van Paramaribo Zoo en opende daar het educatieve centrum dat werd geschonken door het Koninkrijk Marokko. Ook was zij het gezicht achter de opzet van de Wakapasi ter bevordering van toerisme en de verkoop van ambachtelijke producten in het centrum van Paramaribo. Na afloop van haar termijn in 2020 werden het beheer en de inkomsten van de Wakapasi en de Palmentuin aan haar toebedeeld. Het krediet dat India beschikbaar stelde drukt op de staatsschulden.

## Politiek
Bouterse-Waldring trad tot de politiek toe nadat haar man, Desi Bouterse, eind 2023 in hoger beroep tot twintig jaar gevangenisstraf werd veroordeeld en onderdook. Ze werd ondervoorzitter van de Nationale Democratische Partij, maar speelde geen significante rol. Haar politieke invloed nam af en begin 2025 steunde volgens een peiling van Dagblad Suriname nog slechts 6% van de bevolking haar. Jenny Simons en Ashwin Adhin werden toen binnen de NDP gezien als de belangrijkste partijleiders met presidentiële ambities. Bouterse-Waldring stelde zich kandidaat als lijstduwer voor de Surinaamse parlementsverkiezingen in mei 2025. Ze werd op 29 juni 2025 beëdigd als lid van de Nationale Assemblée.